# 白沙沱长江大桥
白沙沱长江大桥位于重庆市大渡口区和江津区，是继武汉长江大桥之后的第二座长江大桥，也是重庆市的第一座长江大桥。这座桥于1955年开建，1959年完工。桥梁北接成渝铁路，南接川黔铁路。2009年12月15日，大桥入选第二批重慶市文物保護單位。在新白沙沱长江大桥建成后，这座桥于2019年停用，并于2023年被拆除。

## 结构
大桥长820.3米，共16孔，主跨为4孔80米一联下承铆接连续钢桁梁，北3孔、南9孔均为40米上承式钢板梁。桥梁离水面高度大约20米。大桥上部的载重为中-22级，下部结构采用中-26级设计。大桥在建设时留下了双线的位置，开通时只铺设了一侧的轨道，1978年才增设成双线。

## 背景
1952年，成渝铁路全线通车后，邓小平在中共中央西南局召开的一次会议上发出号令：“成渝铁路修好了，我们还应当修一座大桥把成渝铁路和川黔铁路连接起来，让四川到重庆的这段长江天堑也变通途！”
綦江铁路在延长到赶水后，年货运量突破了百万吨；然而，低效的过江方式制约了货运量的增长——货物需要在长江北岸的铜罐驿站卸货，由人力搬运到冬笋坝上船，通过轮船摆渡至对岸的猫儿沱，下船后才能再次装上列车。

### 设计
在规划川黔铁路时，西南军政委员会曾将隆昌至贵阳作为首选方案，重庆至贵阳作为备选方案，后来考虑到重庆的工业规模，以及沿线的资源，才于1952年上报重庆至贵阳方案。同一年，铁道部第二勘测设计院开始勘测川黔铁路重庆市区至赶水段的线路，并于1958年完成了定测。就跨越长江的大桥桥位，设计院提出三个方案：
- 从李家沱跨过长江，经一品场在桥溪口接綦江铁路；
- 从成渝铁路小南海站引出至白沙沱过长江，经珞璜至五岔接綦江铁路；
- 从茄子溪站引出铁路，至钓鱼嘴架桥过长江，沿着鱼洞溪左岸至桥溪口接綦江铁路。

经反复比选，设计院决定采用从白沙沱过江方案。
在设计这座桥时，由于长江三峡水利枢纽工程、重庆铁路枢纽、连接四川省和临近地区的铁路和重庆市的城市规划都没有定数，铁道部根据国家建委、计委的批文决定，按照20年的使用年限设计、修建这座桥。

## 历史

### 修建
1958年9月10日，白沙沱长江大桥在长江南岸的珞璜镇江边正式开工。该桥由当时的铁道部大桥设计事务所（今中铁大桥勘测设计院）设计，大桥工程局（现中铁大桥局）第四桥梁工程处负责施工，于1959年10月21日竣工，12月10日正式开通，是重庆历史上第一座长江大桥。
由于桥面和成渝铁路存在高差，施工单位还在小南海站附近修建了展线，使成渝铁路和川黔铁路能相接。根据当时工程人员的回忆，建筑大桥时，他们每天要“两班倒”，从早上6点干到晚上6点。当时的生活条件比较艰苦，工程人员难以吃到白米饭，有时只能吃玉米碴子。后来工程部的负责人找到了重庆市的领导，争取来了重庆罐头食品总厂的1000个罐头，才解决工地上的粮食供应问题。
在施工时，墩台原计划为圬工墩台，由于当地卵石资源丰富，为了加快工程进度，施工方改用混凝土制成墩台。在打桩时，施工人员发现了强度较高的孤石，在采用了多种钻孔方法后才成功贯穿孤石。建设共使用混凝土3.7万立方米，直径1.55米管柱128根，钢梁3509吨，耗费1456万元。

### 建成后
1959年11月10日，白沙沱长江大桥建成通车。正式通车时，时任四川省委书记赵苍壁前来现场剪彩。这座桥建成时名为“重庆长江大桥”，后来石板坡长江大桥启用后使用了这个名字，于是本桥改名为“白沙沱长江大桥”。
大桥建成后，根据川黔铁路和这座桥在重庆市的走向，铁二院初步确定了将人和场站建设为重庆枢纽主要的编组站。
大桥承载了铁路干线，所以一直有武警驻守，行人过桥需要出示工作证、通行证。驻守的武警直到附近的新桥动工才撤离。
大桥建成后由成都铁路局九龙坡工务段负责维护，机构调整后由重庆工务段负责。
在渝贵铁路未启用前，每天有34对列车经过白沙沱大桥，线路利用率达95%，运输能力接近饱和。

### 存在问题
由于设计中对主河槽4、5、6号墩的自然水流和行船条件考虑不够周密，大桥建成后已发生船舶碰撞100多次。1964年和1974年，九龙坡工务段、铁道部科研院和大桥局勘设处两次组织潜水探测，调查基岩冲刷情况，发现3号墩岩石冲刷深度达1.55m、4号墩0.54m、7号墩少数桩靴外露，5号墩4号桩悬空等情况。这些情况为后续的桥梁提供了岩石冲刷程度和航道要求的重要经验。

## 退役

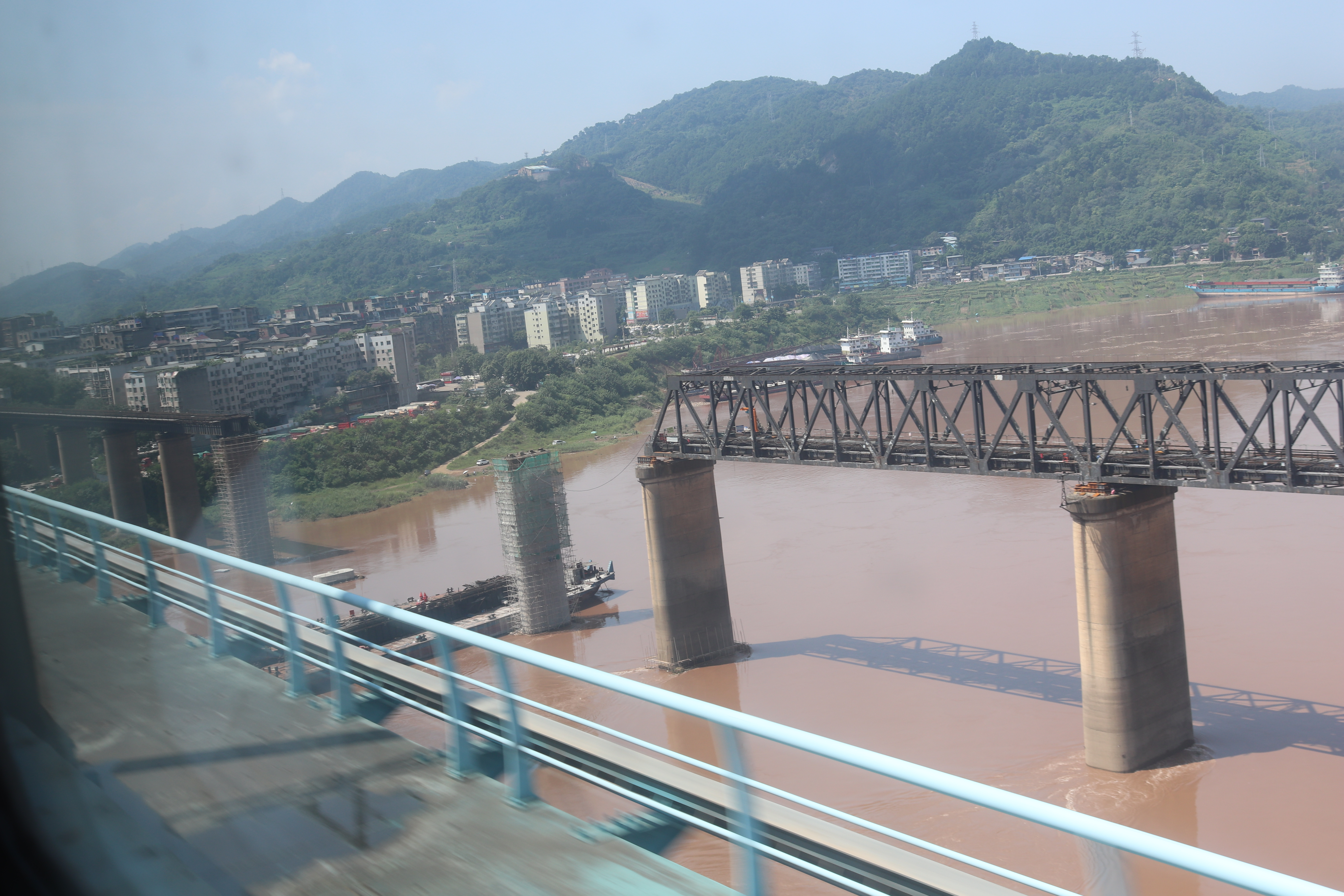
正在拆除中的白沙沱长江大桥

在小南海水壩蓄水后，本桥和水面之间的距离将小于25米，无法满足通航标准。因此本桥面临停用的命运。
2019年4月23日17点42分，从遵义开往重庆的5630次列车经过白沙沱长江大桥，成为经过大桥的最后一趟列车；同日，珞璜站内的轨道完成改造。当天，重庆工务段的退休工人在工务段大院内举行了“白沙沱长江大桥退役仪式暨‘我与铁路70年’座谈会”，见证大桥的最后时刻。次日，大桥正式停用，原有使用大桥过江的列车改为使用新白沙沱长江大桥和兴珞铁路过江。
2022年10月25日，大桥进行封闭施工，禁止人员通行。2023年3月下旬，桥梁开始拆除。
从2022年开始，大渡口区和江津区就计划共建白沙沱长江铁路大桥遗址公园。在桥梁开始拆除后，根据重庆市文物保护志愿者服务总队的消息，重庆市人民政府和交通部、国铁集团沟通下，已提出在大渡口区域建立白沙沱长江大桥遗址公园的建设方案，预计拆卸后的桥体将保留在遗址公园里。